# Ammophila formosensis
Ammophila formosensis es una especie de avispa del género Ammophila, familia Sphecidae.

## Taxonomía
Fue descrito por primera vez en 1971 por Tsuneki. 